# 冯世章
冯世章（1923年—？），男，原籍浙江绍兴，生于上海，中国电子工程技术专家，曾任中国电子学会副理事长。